# Atletica leggera ai Giochi sudamericani
L'atletica leggera è uno degli sport presenti ai Giochi sudamericani, manifestazione multisportiva a cadenza biennale riservata ad atleti provenienti dal continente sudamericano.

## Edizioni
| Edizione | Anno | Città        | Nazione   | Data             | Sede                                                |
| -------- | ---- | ------------ | --------- | ---------------- | --------------------------------------------------- |
| I        | 1978 | La Paz       | Bolivia   |                  | Estadio Hernando Siles                              |
| II       | 1982 | Santa Fe     | Argentina |                  | Centro de Alto Rendimiento Deportivo Pedro Candioti |
| III      | 1986 | Santiago     | Cile      |                  | Estadio Nacional de Chile                           |
| IV       | 1990 | Lima         | Perù      | 6 - 9 dicembre   | Estadio Nacional del Perú                           |
| V        | 1994 | Valencia     | Venezuela |                  | Estadio Misael Delgado                              |
| VI       | 1998 | Cuenca       | Ecuador   | 26 - 30 ottobre  | Estadio Alejandro Serrano Aguilar                   |
| VII      | 2002 | Belém        | Brasile   | 1º - 3 agosto    | Estádio Olímpico do Pará                            |
| VIII     | 2006 | Buenos Aires | Argentina | 10 - 12 novembre | CeNARD                                              |
| IX       | 2010 | Medellín     | Colombia  | 20 - 23 marzo    | Alfonso Galvis Duque Stadium                        |
| X        | 2014 | Santiago     | Cile      | 13 - 16 marzo    | Estadio Nacional de Chile                           |
| XI       | 2018 | Cochabamba   | Bolivia   |                  |                                                     |